# Бопал
Бопал (на хинди: भोपाल; на урду: بھوپال) е град в централната част на Индия, на платото Малва с надморска височина 427 м. Той е административен център на щата Мадхя Прадеш. Прозвище – „Град на 7-те езера“.
Населението на град Бопал е 1 458 416 жители, а на окръг Бопал – 1 836 724 души (2001). По вероизповедание населението е съставено от: 56 % индуисти, 38 % мюсюлмани, както и християни, джайнисти, будисти и др.
Железопътен възел. Търговски център (зърно, памук, опиум, дървен материал, шевни изделия). Промишленост: химическа, памучна, мелнична, хранителна, машиностроене. Завод за електроуреди. Производство на кибрит, тъкани, шевно-трикотажни и бижутерийни изделия. Има университет.
Градът привлича вниманието на световните медии с известната Бопалска катастрофа с огромен брой жертви в завода за пестициди на Union Carbide India Limited (UCIL) на 2 срещу 3 декември 1984 г. Счита се, че инцидентът е сред най-тежките, довел до 18 хил. жертви и пострадали между 150 и 600 хил. души, което дава основание трагедията в Бопал да се счита за най-крупната в света техногенна катастрофа по броя на засегнатите.